# Hrvatski ragbijski kup 1995.
Hrvatski kup u ragbiju za 1995. je osvojio Zagreb.

## Rezultati

### Regija Sjever
| mj | klub              | ut | pob | ner | por | poen+ | poen- | bod    |
| -- | ----------------- | -- | --- | --- | --- | ----- | ----- | ------ |
| 1. | Zagreb            | 3  | 3   | 0   | 0   | 152   | 17    | 9      |
| 2. | Sisak             | 3  | 2   | 0   | 1   | 64    | 23    | 6 (-3) |
| 3. | Lokomotiva Zagreb | 3  | 0   | 0   | 2   | 10    | 126   | 2      |
| 4. | Mladost Zagreb    | 2  | 0   | 0   | 2   | 10    | 70    | 2 (-3) |

### Regija Jug
| klub1          | rez.    | klub2            |
| 1. krug        | 1. krug | 1. krug          |
| -------------- | ------- | ---------------- |
| Ragbi 99 Split | 3:21    | HRM Jadran Split |
|                |         |                  |
| 2. krug        |         |                  |
| Nada Split     | 10:12   | HRM Jadran Split |

### Završnica
| klub1  | rez.  | klub2            |
| ------ | ----- | ---------------- |
| Zagreb | 27:17 | HRM Jadran Split |